# Jean Baptiste Louis Maes
Jan Baptist Lodewijck Maes (Jean Baptiste Louis Maes), soms wordt  Canini aan zijn naam toegevoegd, (Gent, 1794 - Rome, 1856) was een Vlaams kunstschilder.

## Biografie
Hij volgde lessen aan de kunstacademie van Gent. Hij verbleef ook enige tijd te Antwerpen.
Maes was werkzaam in Parijs In 1821 en 1822.  In 1821 won hij de Prijs van Rome voor schilderkunst. In de loop van 1822 verhuisde hij naar Firenze om zich vervolgens vanaf 1827 in Rome te vestigen, waar hij tot aan zijn dood zou blijven wonen. Hij genoot ook een Darchis beurs.
Als provisor bij Sint-Juliaan der Vlamingen was hij verantwoordelijk voor de aanleg van de kunstcollectie. Hij ligt begraven in deze kerk.
Hij was gehuwd met de dochter van Italiaanse etser Bartolomeo Canini.

## Werken
Werken van hem zijn te bezichtigen in de Sint-Juliaan der Vlamingen.

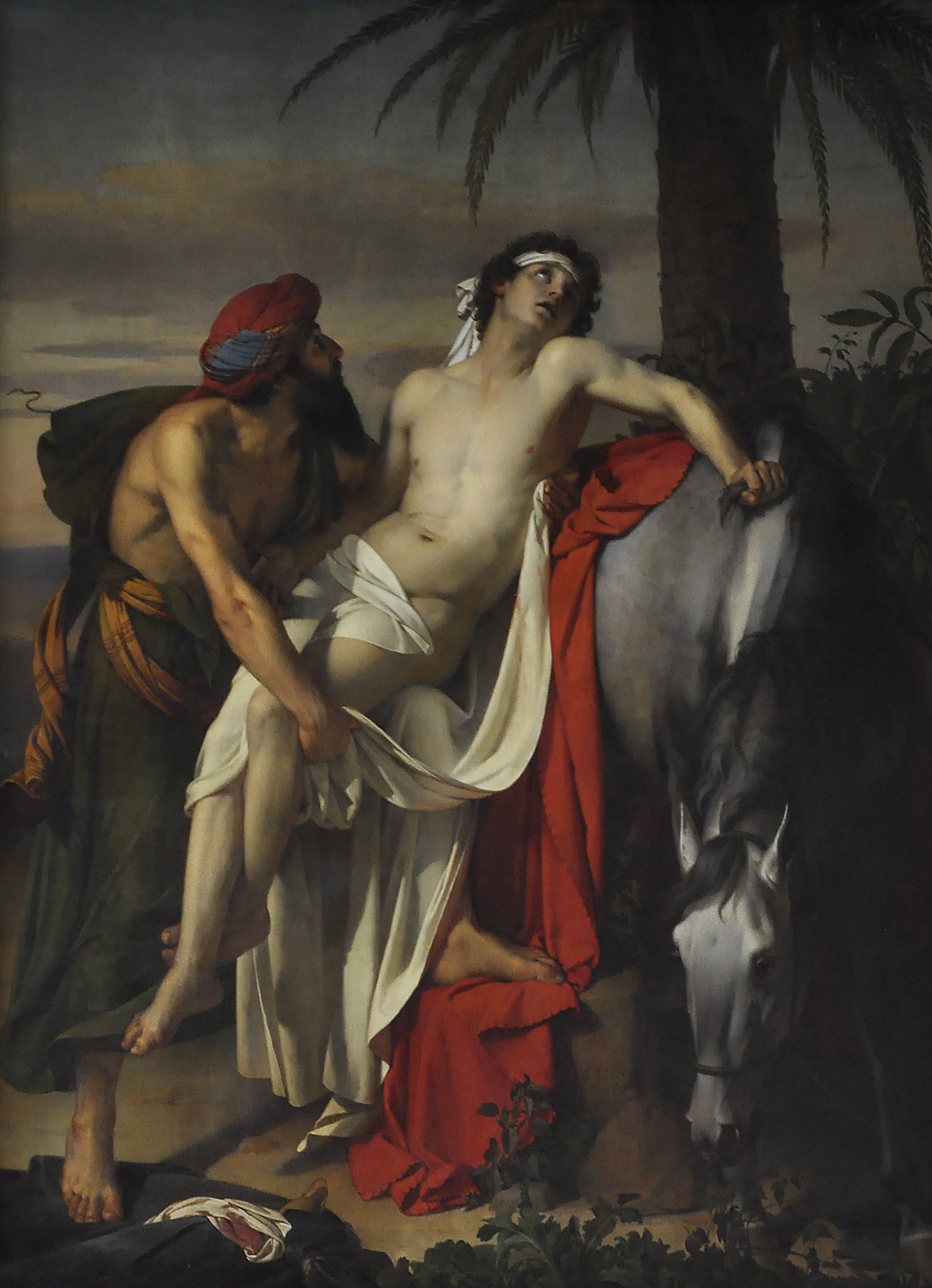
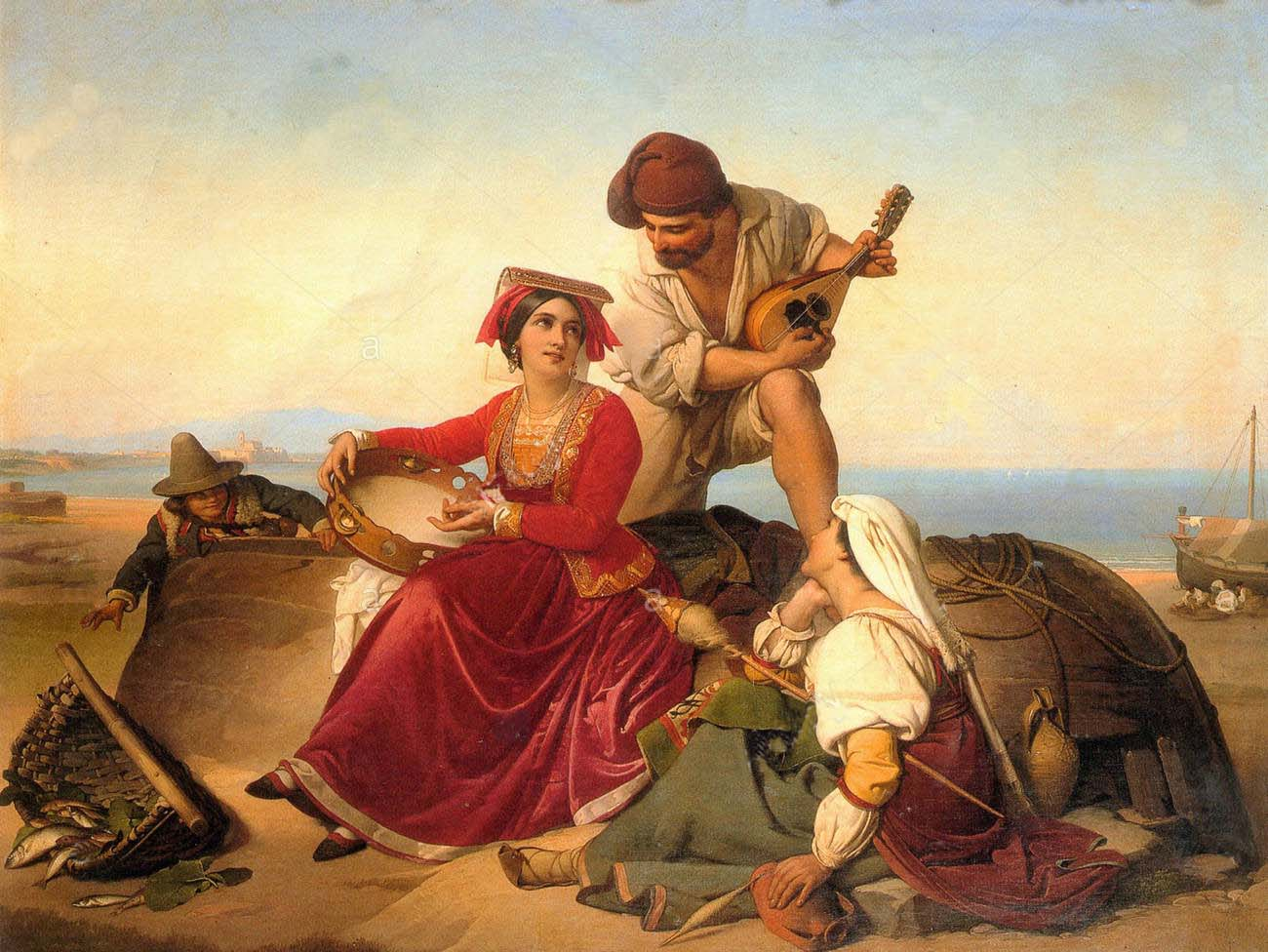

- Biografisch Portaal: 95508999
- Digitale Bibliotheek voor de Nederlandse Letteren: maes030
- Gemeinsame Normdatei: 116660449
- RKD-Nederlands Instituut voor Kunstgeschiedenis: 51890
- Union List of Artist Names: 500057518
- Virtual International Authority File: 96064298